# Sumner Paine
Pour les articles homonymes, voir Paine.
Sumner Paine, né le 13 mai 1868 et mort le 18 avril 1904, était un tireur américain. Il a participé aux Jeux olympiques d'été de 1896 à Athènes.
Paine a participé aux deux épreuves au pistolet aux Jeux de 1896. Il est forfait, avec son jeune frère John, au tir au pistolet feu rapide à 25 m car leurs armes n'étaient pas du calibre approprié et il refuse les armes des tireurs grecs.
Les frères Paine utilisaient des revolvers Colt dans les épreuves de pistolet. Ces armes étaient supérieures à celles utilisées par leurs adversaires et les deux frères eurent peu de difficulté à remporter les deux premières places du tir au pistolet d'ordonnance à 25 m. Sumner terminait deuxième avec 380 points en 23 coups (sur 30 tirs) derrière John avec 442 points en 25 coups. Le concurrent suivant se contentait de seulement 205 points.
Sumner remportait le titre sur l'épreuve libre à 30 m avec 442 points (le même total que son frère à l'épreuve à 25 m). Il réalisait ce score avec un coup de moins (24). Son second se contentant cette fois-ci de 285 points alors que son frère, déjà titré, ne s'était pas aligné dans cette épreuve.

## Palmarès

### Jeux olympiques d'été
- Jeux olympiques de 1896 à Athènes (Grèce)
  -  Médaille d'or au pistolet à 30 m
  -  Médaille d'argent au pistolet d'ordonnance à 25 m
  - Ne concourt pas au pistolet feu rapide à 25 m, son arme n’est pas conforme et il refuse les armes des tireurs grecs

## Sources
- (en) Cet article est partiellement ou en totalité issu de l’article de Wikipédia en anglais intitulé « Sumner Paine » (voir la liste des auteurs).